# 鹤洞站 (韩国)
鶴洞站（：／ Hakdong yeok */?）是首爾地鐵7號線沿線的一座地下車站，位於韓國首爾特別市江南區論峴洞。韓語副站名為「納諾醫院」（나누리병원）。

## 車站構造
站體為2面2線側式月台的地下車站，候車月台設有月台幕門，並有10處出口。
本站無法轉乘對向列車。

### 月台配置
| 江南區廳 ↑ |
| \| 上      |
| ↓ 論峴     |

| 月台 | 路線           | 目的地                                         |
| ---- | -------------- | ---------------------------------------------- |
| 上行 | ●首爾地鐵7號線 | 江南區廳、龍馬山、面牧、長岩方向               |
| 下行 | ●首爾地鐵7號線 | 高速巴士客运站、大林、溫水、富平區廳、石南方向 |

## 歷史
- 2000年8月1日：落成啟用。

## 車站周邊
- 韓國建築工程師協會（朝鲜语：한국건설기술인협회）
- 江南基督教青年会
- 首爾永東郵局
- DSP媒體
- 鶴洞公園
- 京仁地方統計廳（朝鲜语：경인지방통계청）
- 首爾海關本部（朝鲜语：서울본부세관）
- Chrome娱乐
- 乐华娱乐
- 論峴1洞派出所
- 友利銀行鶴洞分行
- 首爾帝國皇宮酒店
- 彥州站

## 圖片

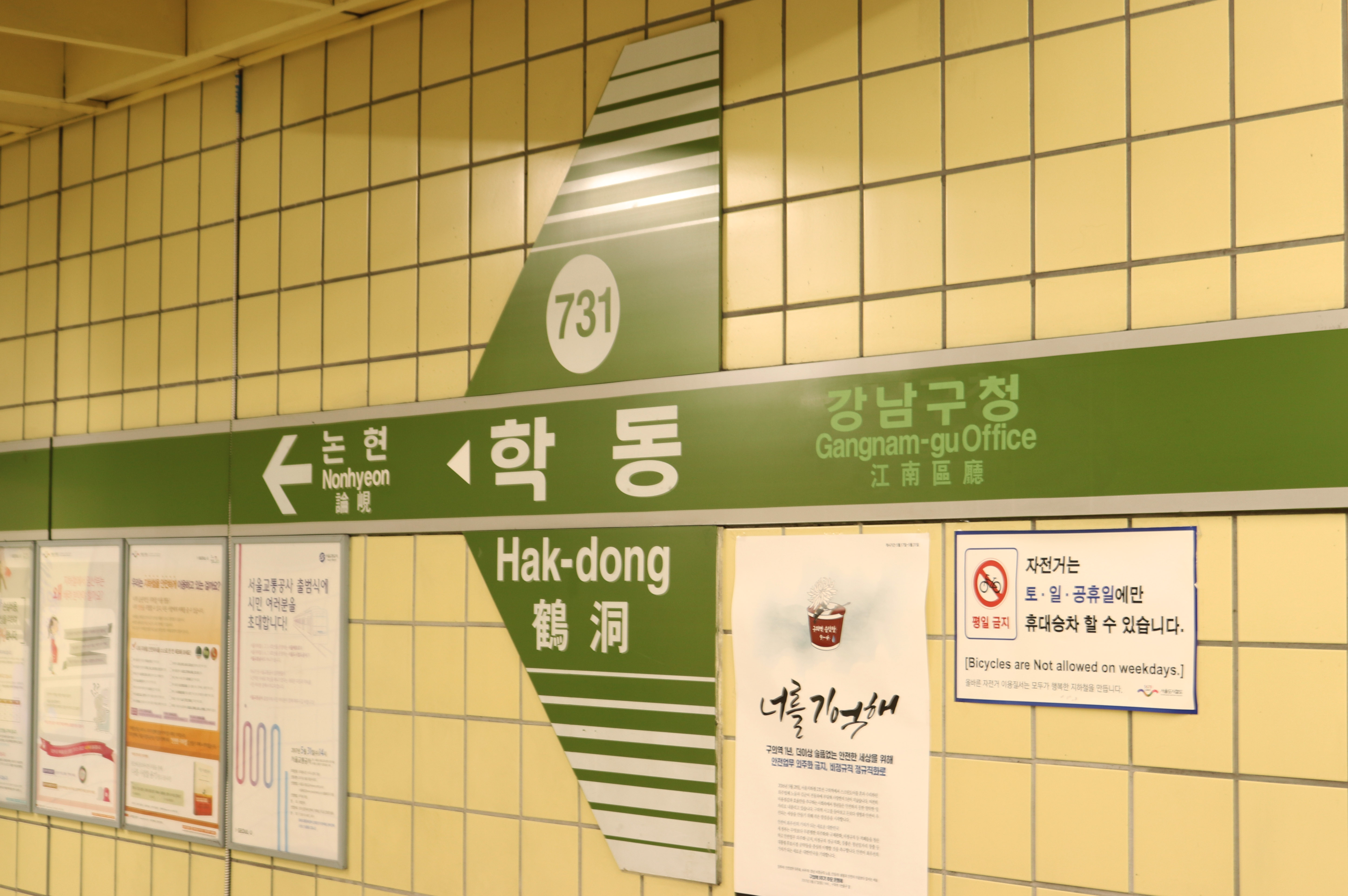
站名牌
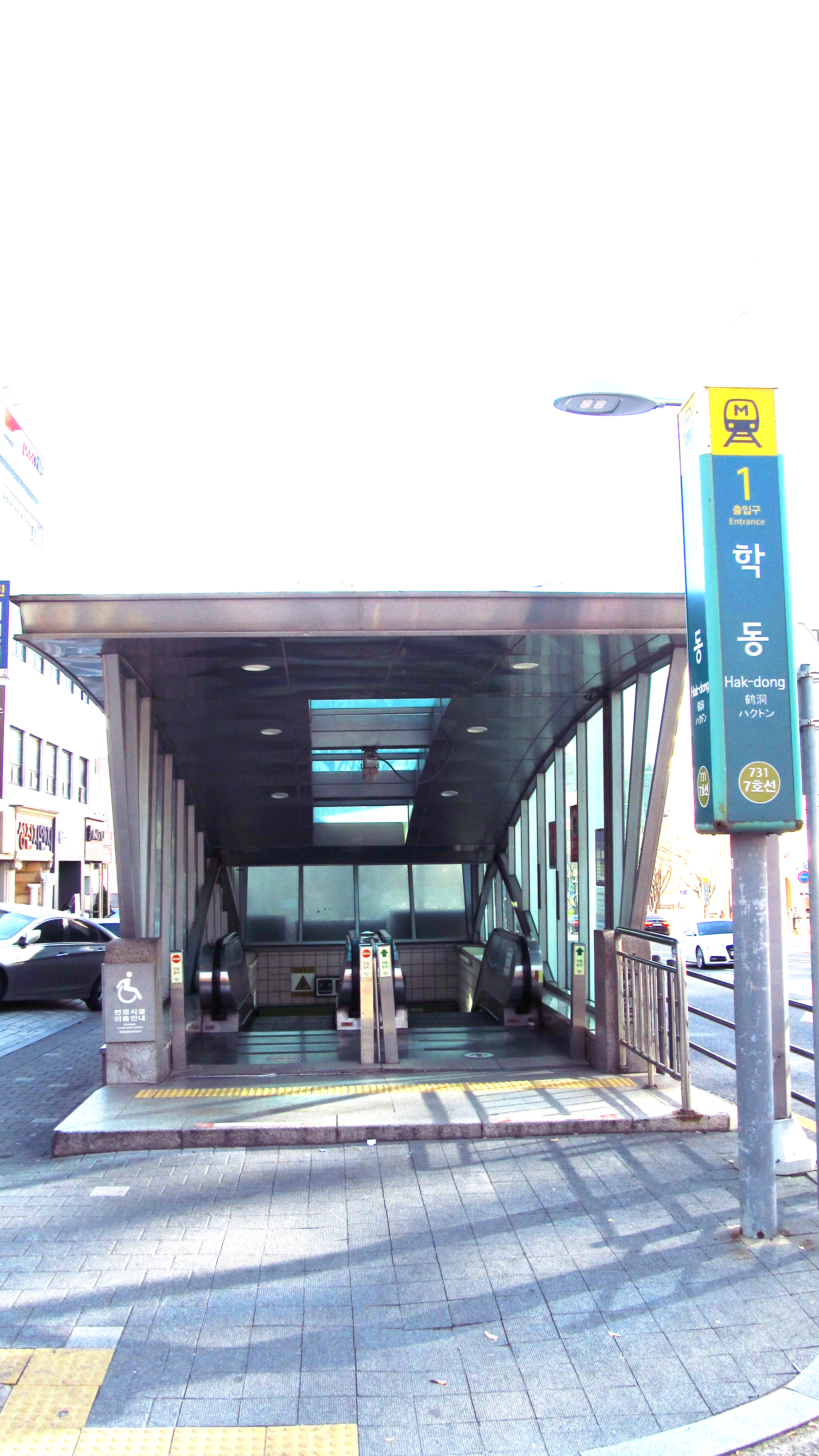
1號出口
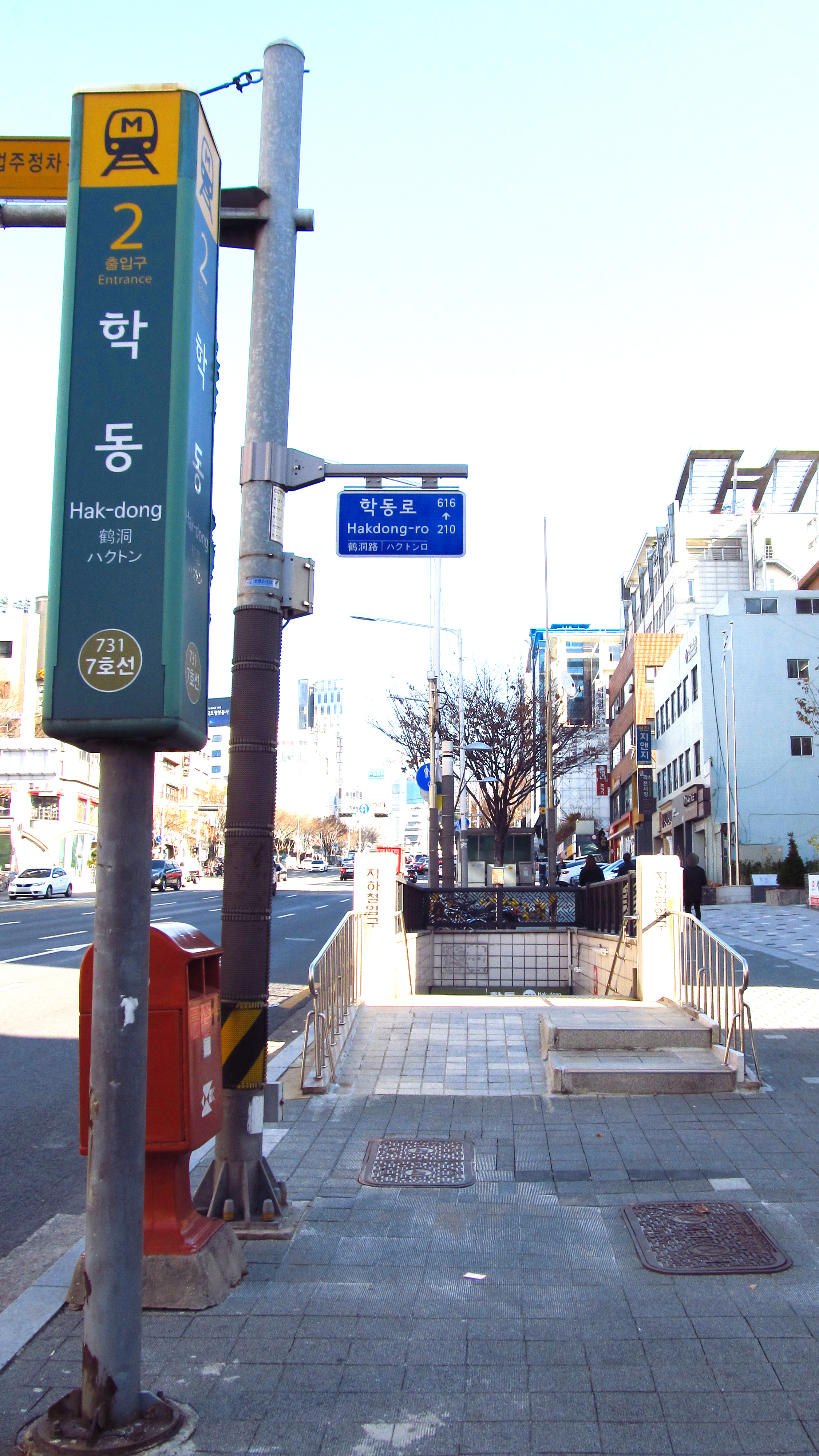
2號出口

## 相鄰車站
首爾交通公社
●首爾地鐵7號線
江南區廳（730）－鶴洞（731）－論峴（732）